# Guérin-Kouka
Pour les articles homonymes, voir Guérin et Kouka.
Guérin-Kouka ou Kouka est une ville du Togo. C'est aussi le chef-lieu de la préfecture de la Dankpen.

## Géographie
Guérin-Kouka est situé à environ 90 km de la ville de Kara.

## Vie économique
- Coopérative paysanne
- Marché au bétail

## Lieux publics
- École primaire
- École secondaire (collège et Lycée)
- Dispensaire

## Monuments et sites
- Mosquée

## Histoire
Tout comme plusieurs autres villes du Togo, Guérin-Kouka vient de la la langue haoussa et signifie « ville du Baobab ».
En effet lors du peuplement du Togo,de nouvelles populations déplacées par les événements qui déstabilisent durablement l'Afrique occidentale comme la traite des noirs, l'introduction de fusils ou encore les apports des colporteurs musulmans parlant haoussa vinrent s'ajouter à celles déjà en place et islamisent les savanes du nord du pays. Ces dernières fondent certaines villes qui portent encore des noms haoussa parmi lesquelles la ville de Guérin-Kouka.